# Skakverdensmestre
 Der er for få eller ingen kildehenvisninger i denne artikel, hvilket er et problem. Du kan hjælpe ved at angive troværdige kilder til de påstande, som fremføres i artiklen.

| Portal | Portal:Skak |

Skakverdensmestre er vindere af de matcher eller turneringer, som spilles for at afgøre verdensmesterskabet i brætspillet skak. Både mænd og kvinder kan deltage i kampen om denne titel.
Den officielle titel som verdensmester anses i almindelighed at være anvendt første gang i 1886, da verdens to førende spillere udkæmpede en match. I tiden inden da er der i skakverdenen enighed om, at der har været uofficielle verdensmestre, idet enkelte spillere på grundlag af deres resultater anses for at have været de stærkeste. Fra 1886 til 1946 kæmpedes der om mesterskabet på uformel vis, hvor verdensmesteren selv bestemte, hvem han ville møde i en titelmatch. Fra 1948 til 1993 administreredes kampen om verdensmesterskabet af FIDE, den internationale skakorganisation. I 1993 brød den regerende mester, (Garri Kasparov), med FIDE, hvilket medførte, at der blev to samtidige og rivaliserende verdensmestre. Situationen forblev sådan til 2006, hvor titlen igen blev entydig efter VM i skak 2006. Seneste kamp om verdensmesterskabet var VM i skak 2023, som blev spillet mellem Ian Nepomniachtchi og Ding Liren og vundet af Ding Liren. Den regerende verdensmester Magnus Carlsen havde valgt ikke at forsvare titlen.
I moderne tid afholdes konkurrence om verdensmesterskabet i lynskak, normalt i forbindelse med en turnering om det almindelige verdensmesterskab.
Der findes desuden en selvstændig konkurrence for kvinder om titlen som kvindelig skakverdensmester samt andre konkurrencer og titler for juniorer, ældre og for computere. Det er dog blevet almindeligt, at de stærkeste spillere blandt juniorer, ældre og kvinder ser væk fra disse konkurrencer til fordel for deltagelse i de almindelige turneringer på højeste niveau. Computere kan ikke deltage i konkurrencen om den egentlig titel som verdensmester.

## Mestrenes regeringstid

### Uofficielle verdensmestre
| Uofficelle, tidlige skakverdensmestre | Uofficelle, tidlige skakverdensmestre | Uofficelle, tidlige skakverdensmestre | Uofficelle, tidlige skakverdensmestre                                                             |
| Periode                               | Navn                                  | Land                                  | Bemærkninger                                                                                      |
| ------------------------------------- | ------------------------------------- | ------------------------------------- | ------------------------------------------------------------------------------------------------- |
| – ~1560                               | Ruy López de Segura                   | Spanien                               |                                                                                                   |
| – ~1575                               | Paolo Boi og Leonardo da Cutri        | Italien                               |                                                                                                   |
| – ~1600                               | Alessandro Salvio                     | Italien                               |                                                                                                   |
| – ~1620                               | Gioacchino Greco                      | Italien                               |                                                                                                   |
| ~1730–1747                            | Legall de Kermeur                     | Frankrig                              |                                                                                                   |
| ~1747–1795                            | François-André Danican Philidor       | Frankrig                              |                                                                                                   |
| ~1800–1820                            | Alexandre Deschapelles                | Frankrig                              |                                                                                                   |
| ~1820–1840                            | Louis de la Bourdonnais               | Frankrig                              |                                                                                                   |
| 1843–1851                             | Howard Staunton                       | England                               |                                                                                                   |
| 1851–1858                             | Adolf Anderssen                       | Tyskland                              |                                                                                                   |
| 1858–1860                             | Paul Morphy                           | USA                                   | Paul Morphy blev aldrig besejret i nogen matcher, og trak sig tilbage fra konkurrenceskak i 1860. |
| 1860–1866                             | Adolf Anderssen                       | Tyskland                              |                                                                                                   |
| 1866–1886                             | Wilhelm Steinitz                      | Østrig                                |                                                                                                   |

### Anerkendte verdensmestre
| Anerkendte skakverdensmestre | Anerkendte skakverdensmestre | Anerkendte skakverdensmestre | Anerkendte skakverdensmestre                                                     |
| Periode                      | Navn                         | Land                         | Bemærkninger                                                                     |
| ---------------------------- | ---------------------------- | ---------------------------- | -------------------------------------------------------------------------------- |
| 1886–1894                    | Wilhelm Steinitz             | Østrig/USA                   |                                                                                  |
| 1894–1921                    | Emanuel Lasker               | Tyskland                     |                                                                                  |
| 1921–1927                    | José Raúl Capablanca         | Cuba                         |                                                                                  |
| 1927–1935                    | Alexander Aljekhin           | Sovjetunionen/Frankrig       |                                                                                  |
| 1935–1937                    | Max Euwe                     | Holland                      |                                                                                  |
| 1937–1946                    | Alexander Aljekhin           | Sovjetunionen/Frankrig       |                                                                                  |
| 1948–1957                    | Michail Botvinnik            | Sovjetunionen                | Efter Aljekhins død i 1946 var titlen ledig indtil 1948                          |
| 1957–1958                    | Vassilij Smyslov             | Sovjetunionen                |                                                                                  |
| 1958–1960                    | Michail Botvinnik            | Sovjetunionen                |                                                                                  |
| 1960–1961                    | Michail Tal                  | Sovjetunionen                |                                                                                  |
| 1961–1963                    | Michail Botvinnik            | Sovjetunionen                |                                                                                  |
| 1963–1969                    | Tigran Petrosian             | Sovjetunionen                |                                                                                  |
| 1969–1972                    | Boris Spasskij               | Sovjetunionen                |                                                                                  |
| 1972–1975                    | Bobby Fischer                | USA                          | Fischer nægtede at forsvare titlen og tabte den således uden kamp                |
| 1975–1985                    | Anatolij Karpov              | Sovjetunionen                |                                                                                  |
| 1985–1993                    | Garri Kasparov               | Sovjetunionen/Rusland        | Kasparov brød med FIDE og stiftede sin egen titel - se "Klassiske verdensmestre" |
| 1993–2006                    |                              |                              | To titler - se nedenfor                                                          |
| 2006–2007                    | Vladimir Kramnik             | Rusland                      |                                                                                  |
| 2007–2013                    | Viswanathan Anand            | Indien                       |                                                                                  |
| 2013–2023                    | Magnus Carlsen               | Norge                        |                                                                                  |
| 2023–                        | Ding Liren                   | Kina                         |                                                                                  |

### "Klassiske" verdensmestre 1993-2006
| "Klassiske skakverdensmestre" | "Klassiske skakverdensmestre" | "Klassiske skakverdensmestre" | "Klassiske skakverdensmestre"                                                                        |
| Periode                       | Navn                          | Land                          | Bemærkninger                                                                                         |
| ----------------------------- | ----------------------------- | ----------------------------- | --- |
| 1993–2000                     | Garri Kasparov                | Rusland                       | |
| 2000–2006                     | Vladimir Kramnik              | Rusland                       | Titlen nedlagt efter genforeningsmatch med FIDE-verdensmesteren, Veselin Topalov, som Kramnik vandt. |

### FIDE Verdensmestre 1993-2006
| FIDE skakverdensmestre fra 1993 | FIDE skakverdensmestre fra 1993 | FIDE skakverdensmestre fra 1993 | FIDE skakverdensmestre fra 1993                                                        |
| Periode                         | Navn                            | Land                            | Bemærkninger                                                                           |
| ------------------------------- | ------------------------------- | ------------------------------- | -------------------------------------------------------------------------------------- |
| 1993–1999                       | Anatolij Karpov                 | Rusland                         |                                                                                        |
| 1999–2000                       | Alexander Khalifman             | Rusland                         |                                                                                        |
| 2000–2002                       | Viswanathan Anand               | Indien                          |                                                                                        |
| 2002–2004                       | Ruslan Ponomariov               | Ukraine                         |                                                                                        |
| 2004–2005                       | Rustam Kasimdzhanov             | Usbekistan                      |                                                                                        |
| 2005–2006                       | Veselin Topalov                 | Bulgarien                       | Tabte titlen i en "genforeningsmatch" med den klassiske verdensmester Vladimir Kramnik |